# Cerro Huaylla Khasa
Cerro Huaylla Khasa är ett berg i Bolivia.   Det ligger i departementet Potosí, i den centrala delen av landet, 90 km sydväst om huvudstaden Sucre. Toppen på Cerro Huaylla Khasa är 4 569 meter över havet, eller 40 meter över den omgivande terrängen. Bredden vid basen är 0,61 km.
Terrängen runt Cerro Huaylla Khasa är kuperad åt sydväst, men åt nordost är den bergig. Runt Cerro Huaylla Khasa är det ganska glesbefolkat, med 48 invånare per kvadratkilometer..
Omgivningarna runt Cerro Huaylla Khasa är i huvudsak ett öppet busklandskap.